# Champ-le-Duc
Champ-le-Duc – miejscowość i gmina we Francji, w regionie Grand Est, w departamencie Wogezy.
Według danych na rok 1990 gminę zamieszkiwały 463 osoby, a gęstość zaludnienia wynosiła 118 osób/km² (wśród 2335 gmin Lotaryngii Champ-le-Duc plasuje się na 618. miejscu pod względem liczby ludności, natomiast pod względem powierzchni na miejscu 1101.).